# Opel 18/30 PS
Der Opel 18/30 PS war ein PKW der Oberklasse, den die Adam Opel KG von 1907 bis 1909 als Nachfolger des Modells 25/30 PS baute.

## Geschichte und Technik
Der 18/30 PS war nochmals etwas größer als sein Vorgänger, blieb aber auf dem gleichen Preisniveau. Er wurde nicht mehr nach Lizenzen von Darracq, sondern nach Opels eigener Konstruktion gefertigt. Sein Motor glich aber dem des Vorgängers.
Er war ein aus zwei Blöcken zusammengesetzter Vierzylinder-Blockmotor mit 4730 cm³ Hubraum (Bohrung × Hub = 112 mm × 120 mm), der 30 PS (22 kW) bei 1400/min. leistete. 1908 stieg die Leistung auf 32 PS (23,5 kW) bei 1500/min. Der seitengesteuerte Motor war wassergekühlt, das Kühlmittel wurde durch eine Zentrifugalpumpe bewegt. Der Kolbenschiebervergaser besaß eine Vorwärmung des Kraftstoff-Luft-Gemisches. Die Doppelzündung war weggefallen; jeder Zylinder hatte nur noch eine Zündkerze, die durch eine Magnetzündung gespeist wurde. Die Motorleistung wurde über eine Lederkonuskupplung, ein manuelles Dreiganggetriebe und eine Kardanwelle an die Hinterachse weitergeleitet.
Der Rahmen war aus Stahlblech-U-Profilen zusammengesetzt. Die Holzarmierung des Vorgängers war weggefallen. Die beiden Starrachsen waren an halbelliptischen Längsblattfedern aufgehängt. Die Betriebsbremse war als Innenbackenbremse ausgeführt, die auf die Getriebeausgangswelle wirkte. Die Handbremse wirkte nun auf die Trommeln an den Hinterrädern.
Verfügbar war der 18/30 PS als zweitüriges Coupé, als viersitziger Doppelphaeton, sowie als viertürige Limousine und ebensolches Landaulet. Erhältlich war der Wagen wiederum wahlweise mit zwei verschiedenen Radständen, 3170 mm oder 3470 mm. Mit dem billigsten Aufbau (Coupé) kostete er 13.000 RM.
Der 18/30 PS wurde bis Anfang 1909 gebaut dann und ohne Nachfolger eingestellt.